# Slim Jim Phantom
James McDonnell, noto col nome d'arte di Slim Jim Phantom (Brooklyn, 21 marzo 1961), è un batterista e compositore statunitense.
Slim Jim Phantom è noto soprattutto per essere il batterista degli Stray Cats, gruppo che negli anni ottanta rese famoso il movimento rockabilly.
Successivamente si è unito al chitarrista Danny B. Harvey e al cantante Lemmy Kilmister nel progetto Headcat.

## Discografia

### Stray Cats
- Stray Cats (1981)
- Gonna Ball (1981)
- Built For Speed (1982)
- Rant N' Rave With The Stray Cats (1983)
- Rock Therapy (1986)
- Blast Off! (1989)
- Let's Go Faster! (1990)
- Choo Choo Hot Fish (1992)
- Original Cool (1993)
- Rumble in Brixton (2004)

### Phantom, Rocker & Slick
- Phantom, Rocker & Slick (1985)
- Cover Girl (1986)

### Swing Cats
- Swing Cats (1999)
- A Special Tribute to Elvis (2000)
- Swing Cat Stomp (2000)
- A Rock'A-Billy Christmas (2002)

### 13 Cats
- In the Beginning (2002)
- 13 Tracks (2003)
- In the Beginning 2 (2004)

### Dead Men Walking
- Live at Leeds (2003)
- Live at Darwen (2004)
- Live at CBGB's New York City (2005)
- Graveyard Smashes Volume 1 (2006)

### Headcat
- Lemmy, Slim Jim & Danny B. (2000)
- Fool's Paradise (2006)
- Rockin' the Cat Club - Live from the Sunset Strip (DVD) (2006)
- Walk the Walk...Talk the Talk (2011)

### Solista
- Kat Men (2006)